# Calea hypoleuca
Calea hypoleuca es una especie botánica de fanerógama de la familia de las Asteraceae. Se encuentra en México.

## Descripción
Es una planta herbácea que alcanza un tamaño de 1 m de altura. Las hojas son pequeñas y puntiagudas, tienen escamas en el anverso y pelitos densos en el envés. Las flores están en grupos pequeños de 10 flores. Los frutos cuando se secan son negros y espinosos.

## Distribución y hábitat
Aparece en climas semicálidos y semisecos entre los 900 y los 1900 metros, asociada al bosque tropical caducifolio y bosque de encino perturbado.

## Propiedades
Esta planta destaca por su utilidad ginecobstétrica: para apresurar el parto, realizar baños a las parturientas (Oaxaca) y aliviar los dolores postparto, en este caso se bebe una infusión elaborada con ruda (Ruta chalepensis), estafiate (sp. n/r), cáscara de cajel (Citrus aurantium) y hoja de prodigiosa (Estado de Guerrero).
Para aliviar las anginas se aconseja ocuparla en diferentes remedios: las hojas machacadas junto con aceite rosado se aplican a manera de emplasto; también puede comerse directamente de dos o cuatro hojas frescas; o bien, se macera la raíz en un poco de mezcal y se bebe cuando el preparado se torna color azul.

## Taxonomía
Calea hypoleuca fue descrita por B.L.Rob. & Greenm. y publicado en Proceedings of the American Academy of Arts and Sciences 32(1): 24–25. 1896.
Etimología
Calea: nombre genérico
hypoleuca: epíteto latino que significa "blanco por debajo".
Sinonimia
- Calea sororia S.F.Blake
- Calea ternifolia var. hypoleuca (B.L.Rob. & Greenm.) B.L.Turner[5]